# Tachopteryx thoreyi
Tachopteryx thoreyi là loài chuồn chuồn trong họ Petaluridae. Loài này được Hagen in Selys mô tả khoa học đầu tiên năm 1858.

## Hình ảnh

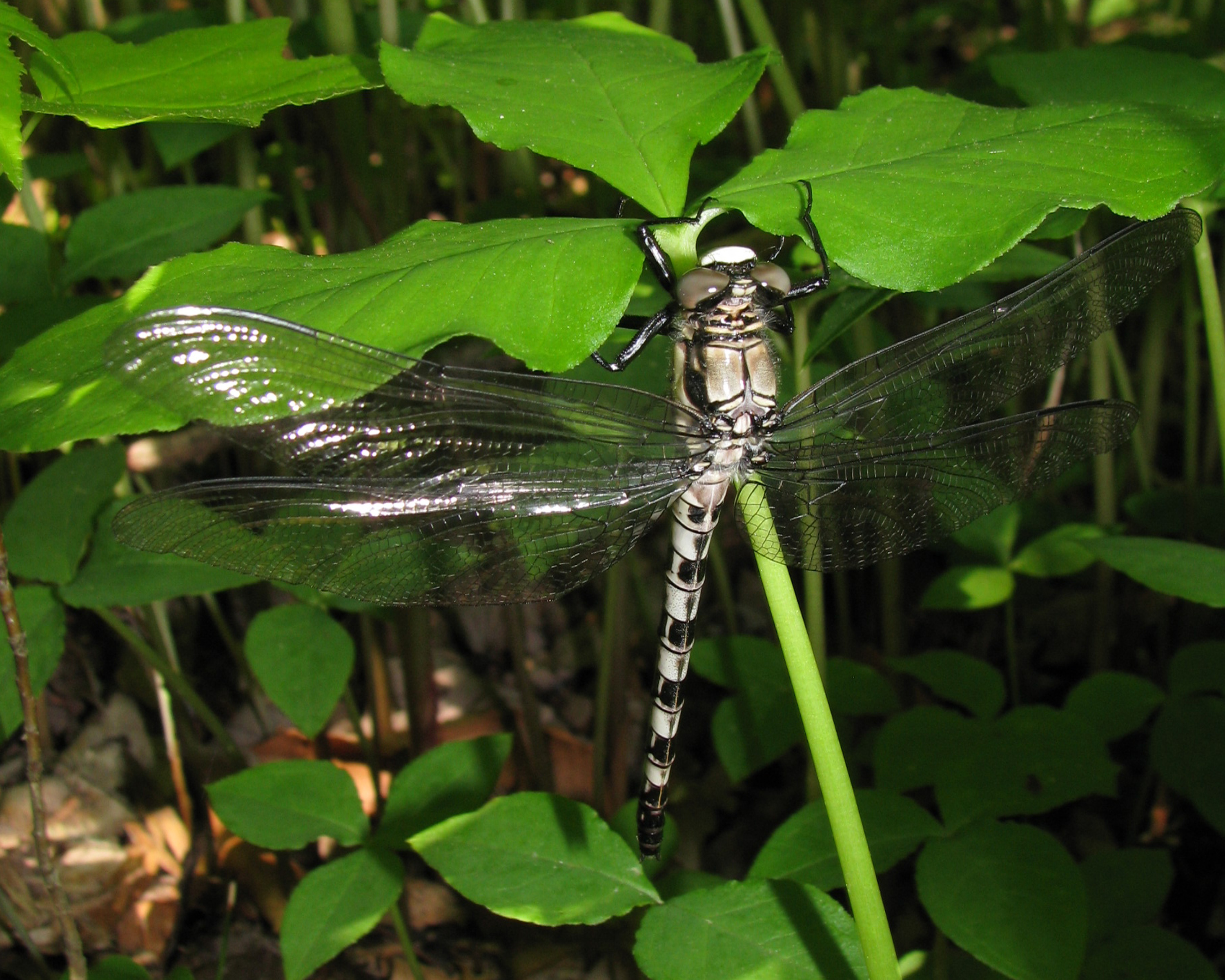
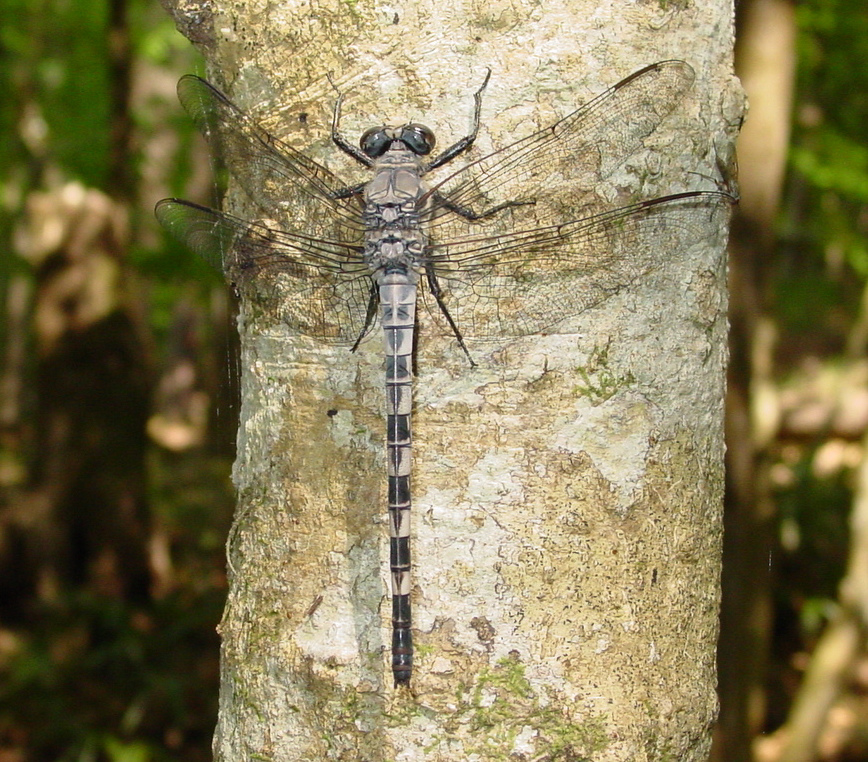
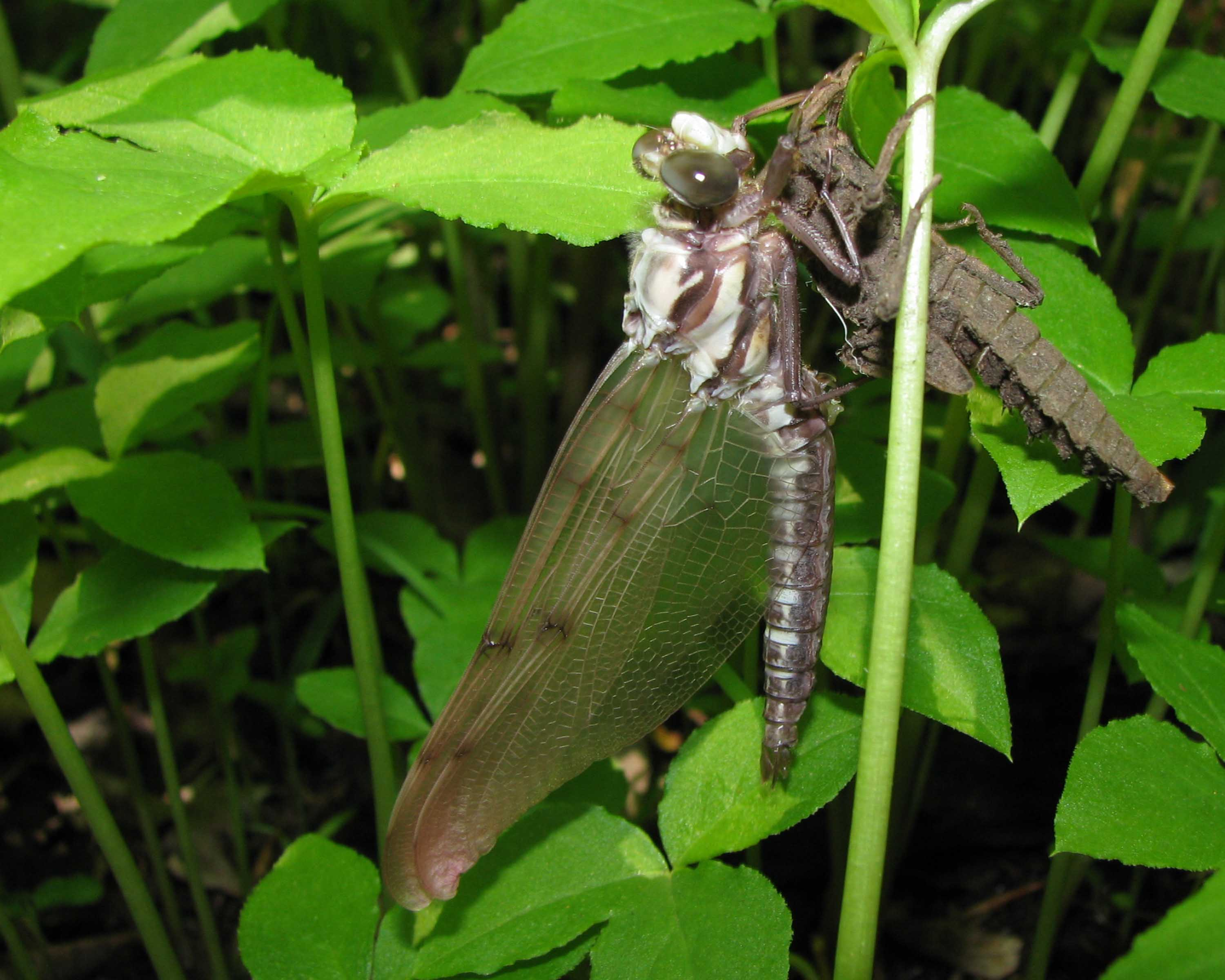
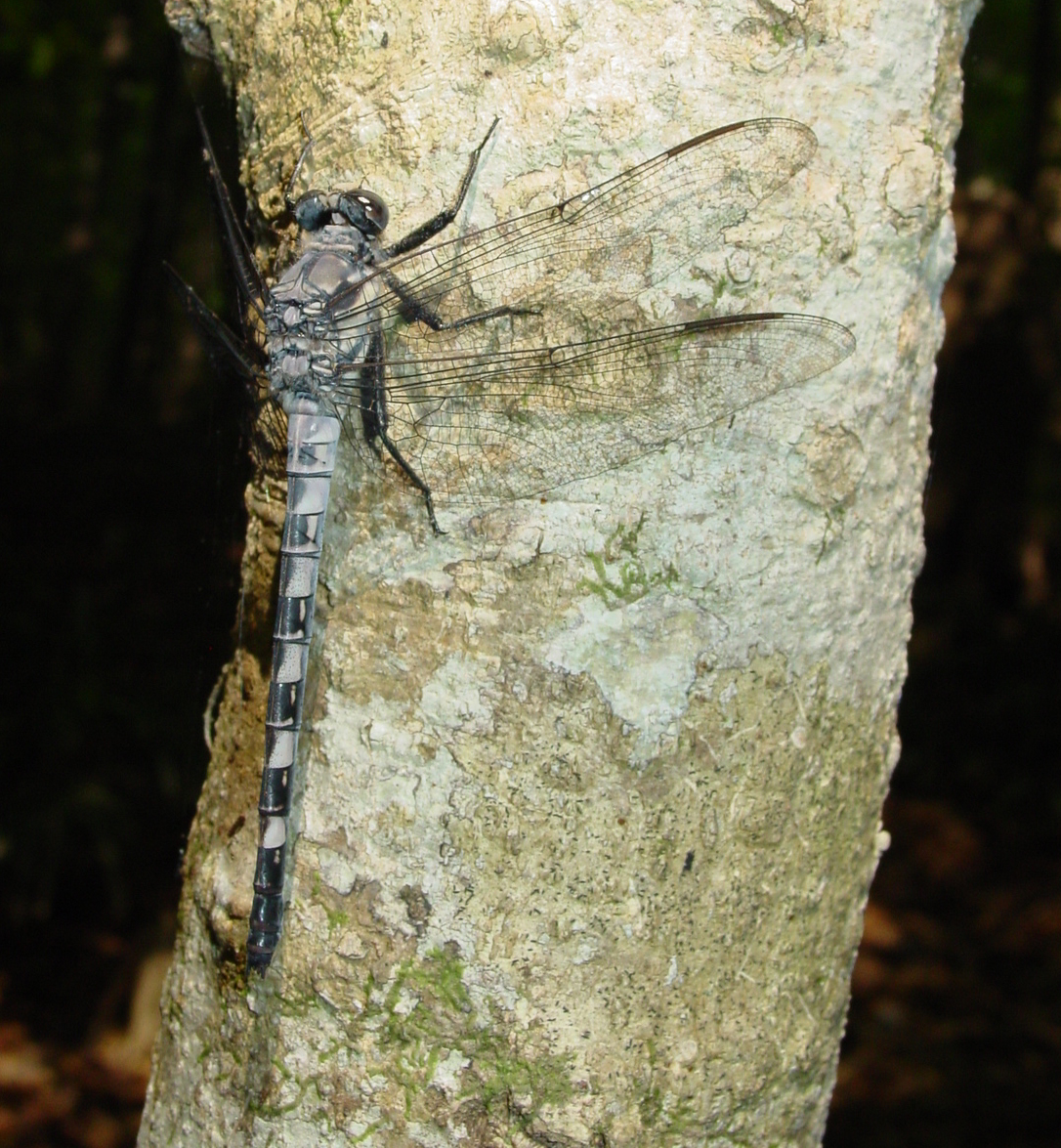